# Beaucoups of Blues (EP)
Beaucoups of Blues è un EP di Ringo Starr pubblicato in Portogallo nel 1971 dalla Parlophone con il numero di serie 8E 016-04 698 M.

## Tracce
Lato A
1. Beaucoups of Blues (dall'omonimo album, 1970) – 2:33 (Buzz Rabin)
2. Love Don't Last Long (da Beaucoups of Blues, 1970) – 2:44 (Chuck Howard)

Lato B
1. Coochy-Coochy (lato B di Beaucoups of Blues) – 4:44 (Richard Starkey)